# ازگی چاگلار
ازگی چاگلار (انگلیسی: Ezgi Çağlar؛ زادهٔ ۳ ژوئیهٔ ۱۹۹۱) بازیکن فوتبال اهل ترکیه است.

وی همچنین در تیم‌های ملی فوتبال Turkey women's national under-17 football team, Turkey women's national under-19 football team، و زنان ترکیه بازی کرده‌است.